# Salinas del Manzano
Salinas del Manzano település Spanyolországban, Cuenca tartományban. Salinas del Manzano Alcalá de la Vega, Huérguina, Cañete, Tejadillos és Salvacañete községekkel határos. Lakosainak száma 75 fő (2024).

## Népesség
A település népessége az utóbbi években az alábbiak szerint változott:
| Lakosok száma | 116  | 107  | 111  | 101  | 91   | 91   | 90   | 68   | 74   | 75   |
|               | 2001 | 2004 | 2006 | 2009 | 2011 | 2014 | 2016 | 2019 | 2021 | 2024 |